# Serhat (Sänger)

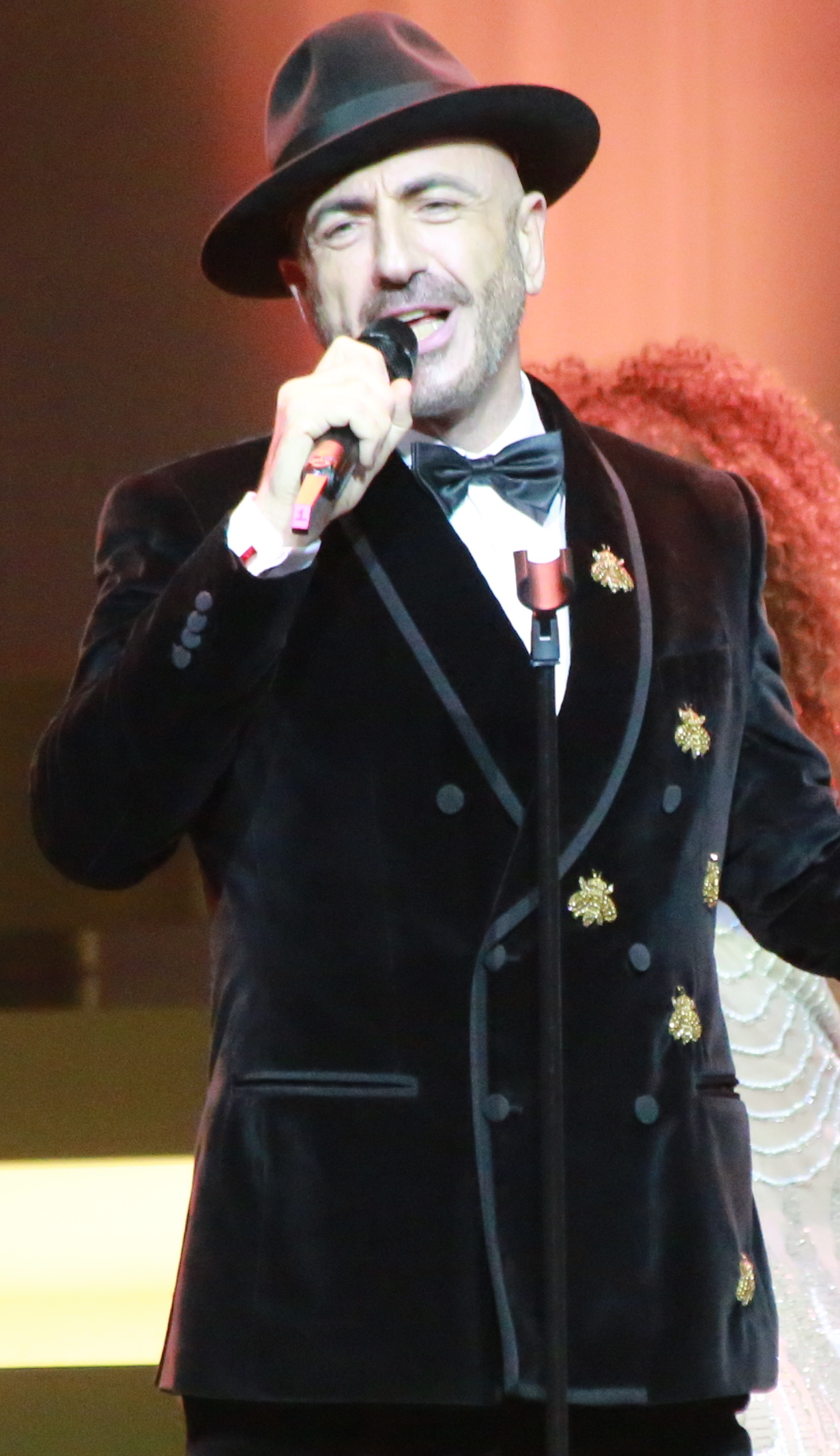
Serhat beim Goldenen Schmetterling (Altın Kelebek) 2015

Ahmet Serhat Hacıpaşalıoğlu (* 24. Oktober 1964 in Istanbul), bekannt als Serhat, ist ein türkischer Sänger, Produzent und TV-Moderator.
Geboren und aufgewachsen in Istanbul startete Serhat seine Produzentenkarriere, indem er 1994 seine eigene Firma gründete, End Productions. Im selben Jahr begann er eine Quizshow für TRT zu produzieren und moderieren, Riziko! (die türkische Version der amerikanischen Quiz-Show Jeopardy!). 1997 startete seine musikalische Karriere mit seiner ersten Single, „Rüya-Ben Bir Daha“. Neben weiteren Arbeiten als Moderator und Produzent setzte er seine musikalische Karriere fort und veröffentlichte 2004 „Total Disguise“ (im Duett mit Viktor Lazlo), 2006 „Chocolate Flavour“, „I Was So Lonely“, No No Never“ (Mokau-Istanbul) and „Ya + Ti“ (die russische Version von „Total Disguise“). Die letzten 3 Lieder wurden im Duett mit Tamara Gwerdziteli gesungen und im Jahr 2014 „Je M’Adore”.
Er vertrat San Marino beim Eurovision Song Contest 2016 in Stockholm mit dem Song „I Didn’t Know“ im Halbfinale. 2017 wurde eine Disco-Version von „I Didn’t Know“ im Duett mit Martha Wash veröffentlicht. Diese erreichte den 25. Platz der Dance Club Songs Chart, womit Serhat als erster türkischer Sänger in der Hitliste erschien. 2018 erschien eine neue Version von „Total Disguise“ im Duett mit Elena Paparizou. Mit „Say Na Na Na“ kam Serhat für San Marino beim Eurovision Song Contest 2019 in Tel Aviv im Finale auf Platz 19, was wiederum (Stand 2025) das bisher beste Ergebnis für San Marino ist. Serhat spricht fließend Englisch und Deutsch.

## Leben
Serhat wurde am 24. Oktober 1964 in Istanbul, Türkei geboren. Sein Vater Ismail Hakki war ein Marineoffizier aus Trabzon, woher auch seine Mutter stammt. Er besuchte die Primärschule in İcadiye, Üsküdar und danach die Deutsche Schule Istanbul, Beyoğlu, Istanbul. 1988 graduierte er an der Zahnmedizinischen Fakultät der Universität Istanbul. 1990 absolvierte er zwei Monate des obligatorischen Militärdienstes in Burdur.

## Karriere

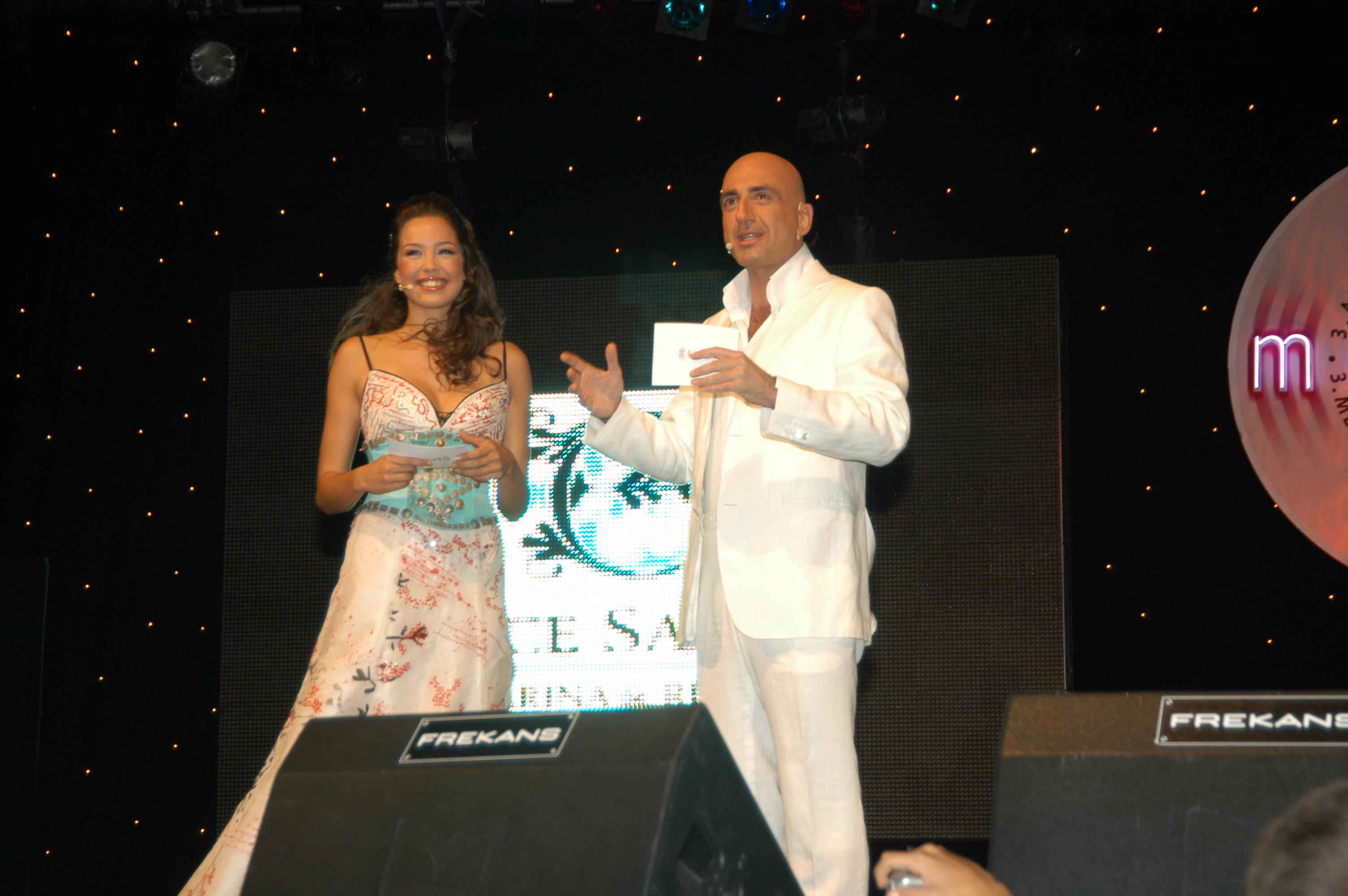
Azra Akın (links) und Serhat bei der 2004 Megahit-International Mediterranean Song Contest.

### Fernsehen und Veranstaltungen
1994 gründete Serhat seine eigene Produktionsfirma End Productions. Nach einer Übereinkunft mit TRT produzierte seine Firma die Quizshow Riziko!, die türkische Version der amerikanischen Quiz-Show Jeopardy!, die er auch moderierte und die am 3. Oktober 1994 auf Sendung ging. 1995 erhielt er zwei Preise des Goldenen Schmetterlings (türk.: Altın Kelebek) als Bester männlicher Moderator und für die Beste Quiz-Show des Jahres für Riziko!, wobei er im Folgejahr letzteren erneut gewinnen konnte. Die Show wurde 430 mal ausgestrahlt und endete 1996. Eine Spiel-Show mit dem Namen Hedef 4, die türkische Version von Connect 4, wurde 1996 auf TRT ausgestrahlt und von End Productions produziert. 1997 produzierte er die Spiel-Show Altin Hücüm, die türkische Version von Midas Touch für Kanal 6, die nach 72 Episoden im selben Jahr endete. 1998 kehrte Riziko! zurück auf den Bildschirm, wurde auf Kanal 7 ausgestrahlt und von Serhat moderiert. Im selben Jahr wurde Hedef 4 auf Kanal 7 ausgestrahlt und endete im folgenden Jahr. Riziko! endete 1999 und im selben Jahr moderierte Serhat die Talkshow Serhat’la Rizikosuz auf Kanal 7, die nach sechs Episoden endete. Nach einigen Monaten kehrte Riziko! im Jahr 2000 zurück auf Kanal 7 und wurde 65 Mal ausgestrahlt. Im September 2005 co-moderierte Serhat die TV-Show Kalimerhaba mit Katerina Moutsatsou, ebenfalls von End Productions produziert. Ende 2009 entwickelte Serhat eine Tanz-Orchester-Show Caprice the Show mit 18 Musikern. Es folgten zahlreiche Auftritte in den folgenden Jahren.
Mit seiner Firma organisiert er jährliche Events wie zum Beispiel den Musikwettbewerb zwischen Gymnasien (Liselerarası Müzik Yarışması, seit 1998), den Megahit-International Mediterranean Song Contest (Megahit-Uluslararası Akdeniz Şarkı Yarışması, 2002–2004) und den Tanzmarathon (Dans Maratonu, einen Tanzwettbewerb zwischen Gymnasien und Universitäten, seit 2009).

#### Produktionsauszeichnungen
| Serien              | Kanal         | Jahr                 | Funktionen | Funktionen | Anmerkungen                          |
| Serien              | Kanal         | Jahr                 | Moderator  | Produzent  | Anmerkungen                          |
| ------------------- | ------------- | -------------------- | ---------- | ---------- | ------------------------------------ |
| Riziko!             | TRT 1 Kanal 7 | 1994–96 1998–99 2000 | Ja         | Ja         |                                      |
| Hedef 4             | TRT 1 Kanal 7 | 1996–98 1998–99      | Nein       | Ja         |                                      |
| Altına Hücum        | Kanal 6       | 1997                 | Nein       | Ja         |                                      |
| Serhat’la Rizikosuz | Kanal 7       | 1999                 | Ja         | Ja         |                                      |
| Kalimerhaba         | Show TV       | 2005                 | Ja         | Ja         | Co-moderiert mit Katerina Moutsatsou |

### Musikalische Karriere

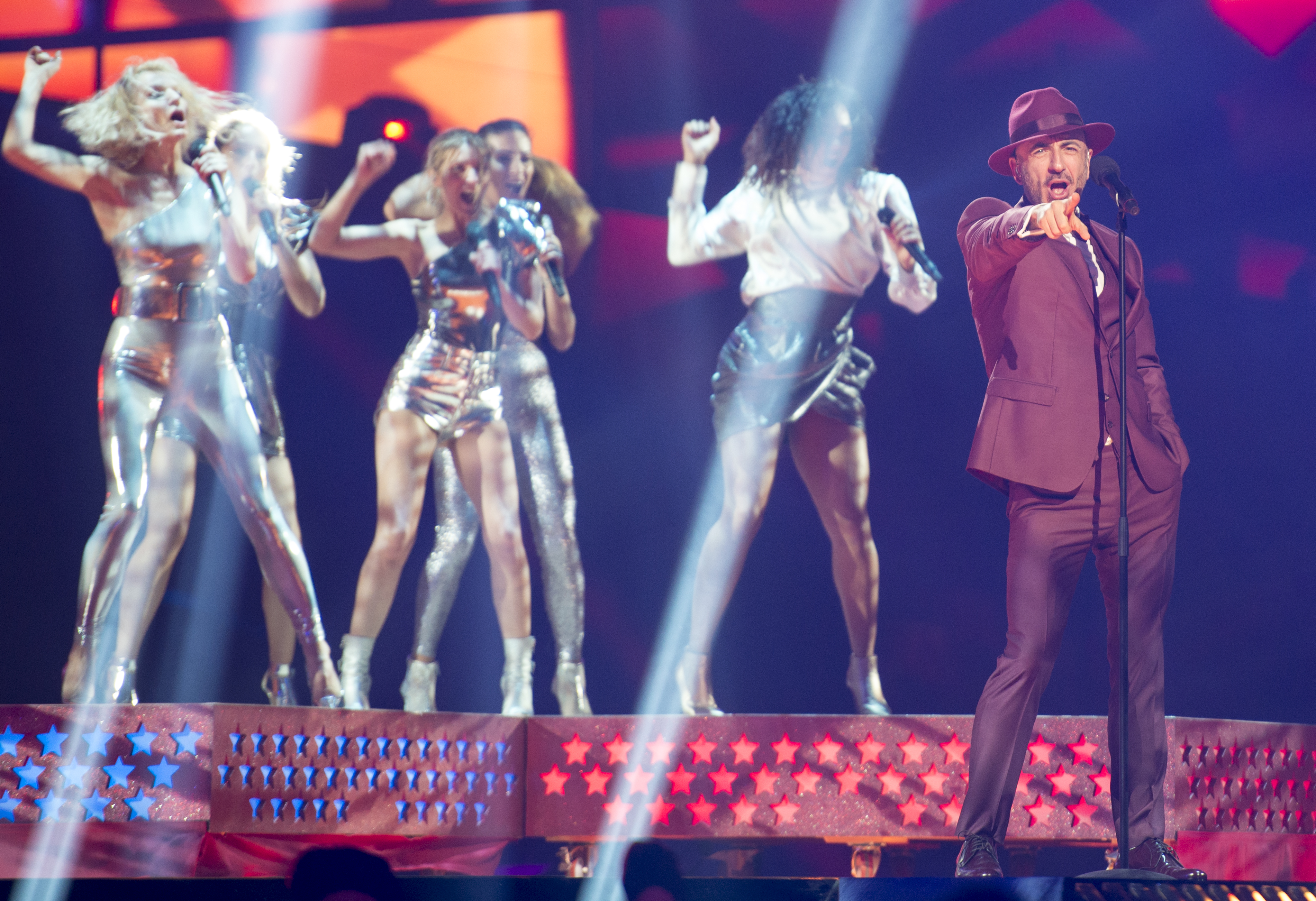
Serhat während einer Probe vor dem ersten Halbfinale des Eurovision Song Contest 2016 (6. Mai 2016).

1997 begann seine musikalische Karriere mit den zwei Liedern „Rüya“ und „Ben Bir Daha“. 2004 veröffentlichte er seine zweite Single mit dem Namen „Total Disguise“, die er mit der französischen Sängerin Viktor Lazlo im Duett sang. Text und Musik wurden von Olcayto Ahmet Tuğsuz geschrieben, das Lied wurde auf Englisch und Französisch gesungen. Die Single beinhaltet ebenso verschiedene Remixe des Liedes. 2005 nahm er „Chocolate Flavour“ auf. Der Song wurde mit „Total Disguise“ als Single in Griechenland veröffentlicht. 2008 arbeitete er mit der russisch-georgischen Sängerin Tamara Gwerdziteli zusammen und nahm mit ihr „I Was So Lonely“, „No No Never (Moskau-Istanbul)“ und „Ya + Ti“, die russische Version von „Total Disguise“, auf. Diese Lieder wurden als Single veröffentlicht und erschienen in Gwerdzitelis Album Wosduschny Pozelui (2008).
Im Jahr 2014 begann er in Frankreich und in Deutschland zu arbeiten. Er veröffentlichte seine fünfte Single, ein französisches Lied mit dem Namen „Je m’adore“, mit einem Video von Thierry Vergnes inszeniert und in Paris produziert. „Je m’adore“ war in fünf Wochen in Folge Nummer 1 in den deutschen DJ Black Pop Charts, Nummer 1 auf der Black 30, Nummer 2 in den British Dance Charts, Nummer 8 in den French Dance Charts und Nummer 9 in den Suisse Dance Charts.
Am 12. Januar 2016 verkündete San Marino RTV, dass Serhat San Marino beim Eurovision Song Contest 2016 in Stockholm repräsentieren wird. Am 9. März 2016 wurde der Song „I Didn’t Know“ veröffentlicht, mit dem er beim Wettbewerb antrat. Er sang am 10. Mai 2016 im Halbfinale des Eurovision Song Contests, verpasste aber auf dem 12. Platz das Finale. Am 2. November 2017 wurde die Disco-Version von „I Didn’t Know“ im Duett mit Martha Wash veröffentlicht, die in Zusammenarbeit mit dem schwedischen Musiker Johan Bejerholm entstand. Zur Single wurde zudem ein neues Musikvideo veröffentlicht. Der Song stieg auf dem 47. Platz der Dance Club Songs Charts der USA ein und erreichte als beste Platzierung den 25. Platz in der vierten Woche der Musikcharts. Somit wurde Serhat der erste türkische Sänger, der in diesen Musikcharts erschien. Eine neue Version von „Total Disguise“ im Duett mit Elena Paparizou wurde am 22. Juni 2018 veröffentlicht. Das Musikvideo zur Single wurde am 14. September veröffentlicht.
Am 21. Januar 2019 gab San Marino RTV bekannt, dass er San Marino beim Eurovision Song Contest 2019 in Tel Aviv vertreten und sein erstes Album im April 2019 veröffentlicht wird. Der Song, mit dem er beim Wettbewerb antrat, „Say Na Na Na“, wurde am 7. März mit einem Video veröffentlicht. Er erreichte mit 77 Punkten den 19. Platz im Finale.

### Weitere Tätigkeiten
Seit 2010 ist Serhat Präsident des Vereins der ehemaligen Schüler der Deutschen Schule, Istanbul (türk.: İstanbul Alman Liseliler Derneği) und seit 2013 Vorstandsmitglied des Vereins zum Betrieb der Deutschen Schule Istanbul (türk.: İstanbul Özel Alman Lisesi İdare Derneği).

## Diskografie

### Alben
- 2019: That's How I Feel

### Singles
- 1997: Rüya
- 1997: Ben Bir Daha
- 2004: Total Disguise (mit Viktor Lazlo)
- 2005: Chocolate Flavour
- 2008: I Was So Lonely (mit Tamara Gwerdziteli)
- 2008: Ya + Ti (mit Tamara Gwerdziteli)
- 2008: No No Never (mit Tamara Gwerdziteli)
- 2014: Je M’Adore
- 2016: I Didn’t Know
- 2017: I Didn’t Know (mit Martha Wash)
- 2018: Total Disguise (mit Elena Paparizou)
- 2019: Say Na Na Na
- 2022: Benim Halkım
- 2023: M.y.k.o.n.o.s
- 2024: Takan Takana

## Preise und Ehrungen
| Jahr | Preis                  | Kategorie                              | Show    | Ergebnis |
| ---- | ---------------------- | -------------------------------------- | ------- | -------- |
| 1995 | Altın Kelebek Ödülleri | Bester männlicher Moderator des Jahres | Riziko! | Gewonnen |
| 1995 | Altın Kelebek Ödülleri | Beste Quiz-Show des Jahres             | Riziko! | Gewonnen |
| 1996 | Altın Kelebek Ödülleri | Beste Quiz-Show des Jahres             | Riziko! | Gewonnen |

- 1998: Fair Play Grand Preis des Türkiye Milli Olimpiyat Komitesi[52]
- 2003: FIDOF (International Federation of Festival Organizations) Annual Golden Transitional Media Ring of Friendship[53]
- 2004: Goldener Schlüssel der Stadt Alexandria[53][54]